# Europastraße 125
Die Europastraße 125 (kurz: E 125) verläuft von Ischim in Russland in südöstlicher Richtung über Kasachstan und Kirgisistan zur kirgisisch-chinesischen Grenze auf dem Torugart-Pass.
In Russland trägt sie als Regionalstraße die Nummern 71A-1011 und 71A-1109, in Kasachstan bis Petropawl als Fernstraße die Nummer A12 (gesamter Abschnitt Ischim – Petropawl bis 2010/2011 R403), bis Astana die Nummer A1, bis Almaty als Magistrale die Nummer M36. In Kasachstan ist die A1 teilweise als Autobahn ausgebaut und mautpflichtig.

## Städte an der Strecke

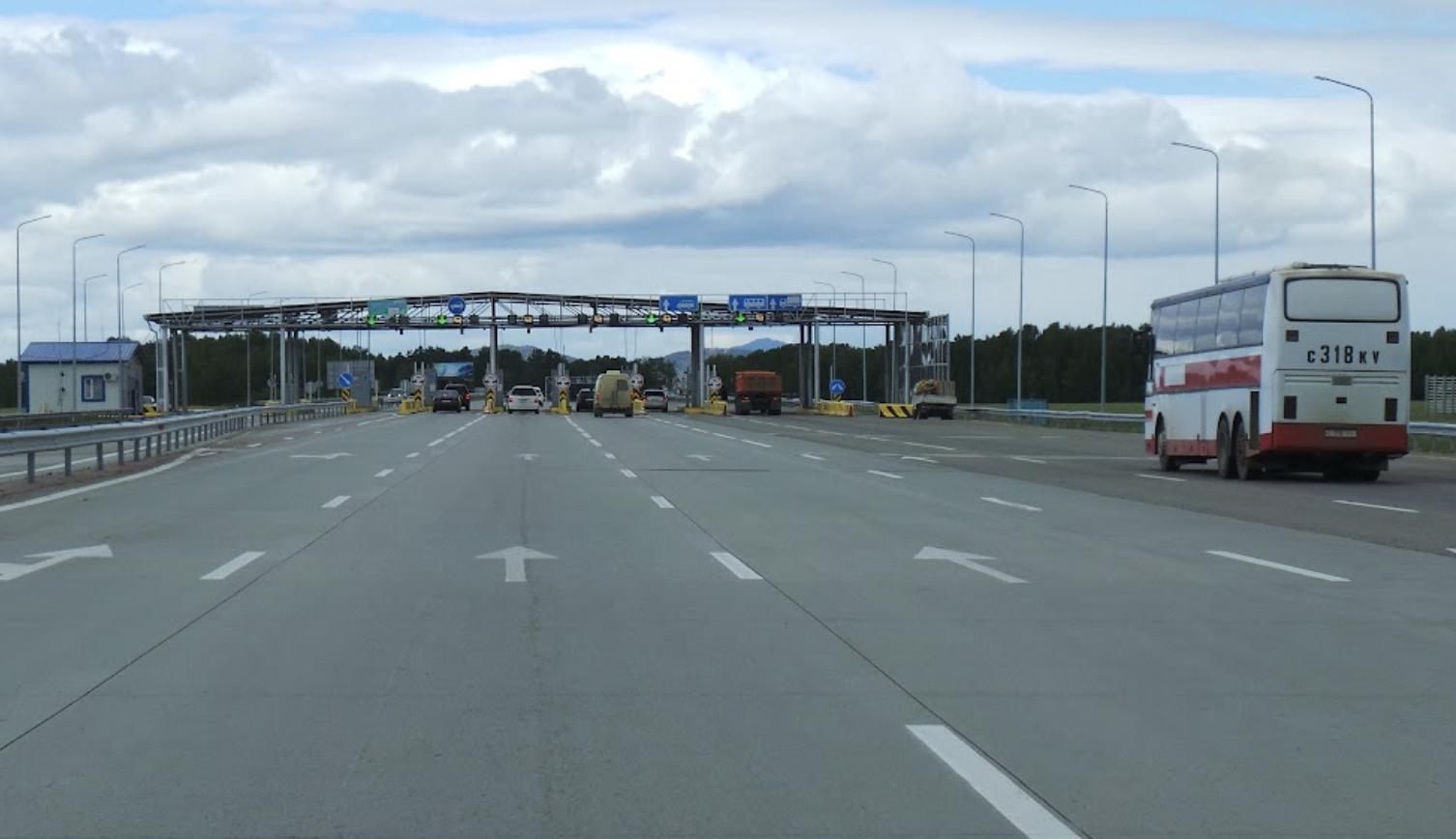
Mautstation bei Schtschutschinsk in Kasachstan

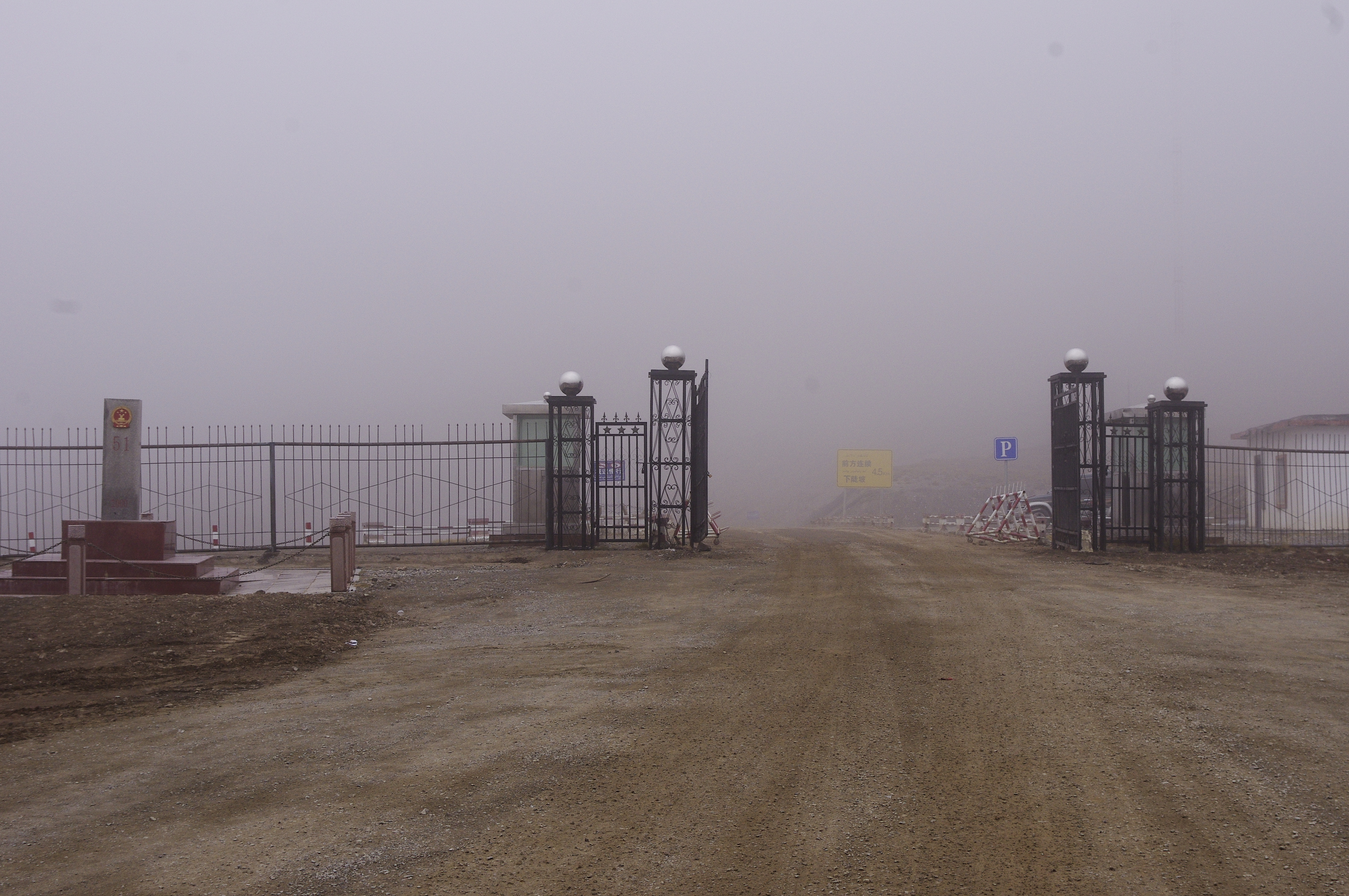
Grenze am Torugart-Pass (2015)

Ischim – Petropawl – Kökschetau – Astana – Qaraghandy – Balqasch – Almaty – Bischkek – Naryn